# جریان نوری
جریان‌نوری (به انگلیسی: Photocurrent) جریان الکتریکی گذرنده از طریق یک افزاره حساس به نور مانند دیود نوری است که درنتیجه قرارگرفتن در معرض توان تابشی است. جریان‌نوری ممکن است درنتیجه اثر فوتوالکتریک، نورگسیل یا فتوولتائیک ایجاد شود. جریان‌نوری ممکن است با بهره داخلی ناشی از برهمکنش بین یون‌ها و فوتون‌ها تحت تأثیر میدان‌های اعمال شده، مانند آنچه در دیود نوری بهمنی (APD) رخ می‌دهد، افزایش یابد.
هنگامی که یک تابش مناسب استفاده می‌شود، جریان فوتوالکتریک مستقیماً با شدت تابش متناسب است و با افزایش پتانسیل شتاب‌دهنده افزایش می‌یابد تا زمانی که به مرحله ای می‌رسد که جریان نوری حداکثر می‌شود و با افزایش بیشتر پتانسیل شتاب‌دهنده افزایش نمی‌یابد. بالاترین (حداکثر) مقدار جریان‌نوری، جریان اشباع نامیده می‌شود. مقدار پتانسیل کُندکننده که در آن جریان‌نوری صفر می‌شود ، ولتاژ قطع یا پتانسیل توقف برای فرکانس معین پرتو فرودی نامیده می‌شود.

## فتوولتائیک
تولید یک جریان‌نوری اساس سلول فتوولتائیک را تشکیل می‌دهد.

## طیف‌سنجی جریان‌نوری
یک فنّ مشخص‌سازی به نام طیف‌سنجی جریان‌نوری (به انگلیسی: photocurrent spectroscopy) (PCS)، که به عنوان طیف‌سنجی رسانندگی‌نوری (به انگلیسی: photoconductivity spectroscopy) نیز شناخته می‌شود، به‌طور گسترده برای مطالعه خواص نوری الکترونیکی نیم‌رساناها و سایر مواد جاذب نور استفاده می‌شود. راه‌اندازی این فنّ شامل داشتن یک نیم‌رسانا در تماس با الکترود است که امکان اعمال بایاس الکتریکی را فراهم می‌کند، در حالی که در همان زمان یک منبع نور قابل‌تنظیم با طول‌موج مشخص (انرژی) و توان، معمولاً توسط یک برشگر (به انگلیسی: chopper) مکانیکی پالسی می‌شود.
کمیت اندازه‌گیری‌شده پاسخ الکتریکی مدار است که با طیف‌نگار به‌دست‌آمده از تغییر انرژی نور فرودی توسط یک تک‌فام‌ساز همراه است. مدار و اُپتیک با استفاده از تقویت‌کننده قفل‌شونده تزویج می‌شوند. اندازه‌گیری‌ها اطلاعات مربوط به شکاف نواری نیم‌رسانا را به دست می‌دهند که امکان شناسایی گذارهای بار مختلف مانند انرژی‌های اکسایتون و تریون را فراهم می‌کند. این برای مطالعه نانوساختارهای نیم‌رسانا مانند چاه‌های کوانتومی، و سایر نانومواد مانند تک‌لایه‌های دی‌کالکوژنید فلزات واسطه بسیار مرتبط است.
علاوه بر این، با استفاده از یک طبقه پیزو برای تغییر موقعیت جانبی نیم‌رسانا با دقت میکرونی، می‌توان یک تصویر ریزنگار با رنگ کاذب از طیف‌ها برای موقعیت‌های مختلف ایجاد کرد. این میکروسکوپ جریان‌نوری روبشی (به انگلیسی: scanning photocurrent microscopy) (SPCM) نامیده می‌شود.